# 伊尔伯赛姆
伊尔伯赛姆（法語：Hilbesheim，法語發音：[ilbəsaim]；莱茵法兰克语：Hilshum）是法国摩泽尔省的一个市镇，属于萨尔堡-萨兰堡区。

## 地理
伊尔伯赛姆（48°46'36"N, 7°5'46"E）面积7.52 平方千米，位于法国大東部大區摩泽尔省，该省份为法国东北部内陆省份，是洛林的一部分，西南接默尔特-摩泽尔省，东临下莱茵省，北与卢森堡和德国接壤。
与伊尔伯赛姆接壤的市镇（或旧市镇、城区）包括：雷丹、格尔林根、萨拉尔特罗夫、旧利克赛姆、劳维莱尔。
伊尔伯赛姆的时区为UTC+01:00、UTC+02:00（夏令时）。

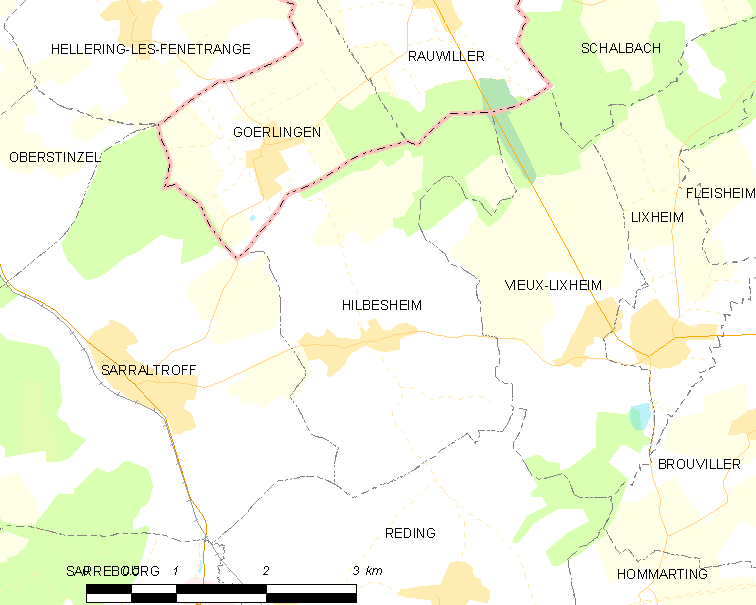
伊尔伯赛姆的OSM定位图

## 行政
伊尔伯赛姆的邮政编码为57400，INSEE市镇编码为57324。

## 政治
伊尔伯赛姆所属的省级选区为萨尔堡县。

## 人口

1962-2008年间伊尔伯赛姆人口变化图示

伊尔伯赛姆于2022年1月1日时的人口数量为615人。